# Справа 26 лютого
Справа 26 лютого — кримінальне провадження влади окупованого Криму щодо масових заворушень під час мітингу 26 лютого 2014 року біля стін Верховної ради Криму.
Аналітики оцінюють характер справи як політично мотивований, що є стандартним для Росії.

## Зміст та обставини справи
Взимку 2014 року біля будівлі Верховної Ради Криму пройшов багатотисячний мітинг кримськотатарських активістів на підтримку територіальної цілісності України. Їм протистояли прихильники входження півострову до складу Російської Федерації, яких очолював лідер руху «Руська єдність» Сергій Аксьонов.
Місце і час були обрані невипадково — цього дня мало відбутися позачергове засідання Верховної Ради, на яке планувалося винести звернення кримських депутатів до російської влади. Але протести зірвали ці плани.
В ході акції між її учасниками почалися сутички, які перейшли в масові зіткнення. Пізніше стало відомо про смерть двох проросійських активістів. Через рік Слідчий комітет Росії порушив кримінальну справу по організації масових заворушень. Почалися перші арешти.
За наслідками подій 26 лютого 2014 під час мітингу 26 лютого 2014 року біля стін Верховної ради Криму Росія порушила кримінальну справу про масові заворушення. За твердженням окупаційної влади Криму через тисняву у заворушеннях двоє мітингувальників загинули, 79 осіб, за даними слідства, отримали тілесні ушкодження різного ступеня тяжкості.
На лаві підсудних перебувають виключно представники кримськотатарського народу, а потерпілі — виключно представники російськомовного населення Криму. Більш того всі потерпілі є членами так званого «народного ополчення Криму».
Станом на 29.01.2016 у справі наявно шість обвинувачених. Троє з них, Ахтем Чийгоз, Мустафа Дегерменджи, Алі Асанов перебувають під вартою в СІЗО-1 Сімферополя, ще троє — Ескендер Кантемирів, Талят Юнусов та Ескендер Емірвалієв очікують вироку суду, будучи взятими на поруки.
Обвинувачем у справі виступає псевдо прокурор Криму Наталія Поклонська.
Головною особливість справи, на думку захисника підсудних, є те, що «події сталися на території України, але судить чомусь Росія».

## Хронологія справи
25 січня 2016 почався судовий розгляд справи.

## Реакція України
Україна вважає початок суду над кримськими татарами — учасниками мирної акції в Сімферополі 26 лютого 2014 року, викликом міжнародному праву і світовій спільноті. Про це йшлося у офіційному коментарі Міністерства закордонних справ України.

## У культурі
Кримська переселенка, режисер Галина Джикаєва готувала до показу в київському PostPlay театрі постановку «Справа 26 лютого», присвячену опору кримчан російській окупації півострова.

## Затримані у справі
- Алі Асанов
- Мустафа Дегерменджі
- Ахтем Чийгоз